# Международно биенале на миниатюрната графика и рисунка Битоля
„Международно биенале на миниатюрната графика и рисунка Битоля“-
"IBMB-Bitola", - арт събитие, организирано от Владо Гьорески график и куратор съветник по съвременно изкуство, започва с организация и реализация от 2023 г. За участие са поканени професионални художници, занимаващи се с графика и рисунка. Творбите са с максимален размер 29 х 21 см и са изпълнени във всички графични техники и във всички дисциплини на рисуването.